# Apoplophora kapiti
Apoplophora kapiti är en kvalsterart som beskrevs av Wojciech Niedbała 2004. Apoplophora kapiti ingår i släktet Apoplophora och familjen Mesoplophoridae. Inga underarter finns listade i Catalogue of Life.